# 亞美尼亞禮天主教耶路撒冷暨安曼宗主教代牧區
亞美尼亞禮天主教耶路撒冷暨安曼宗主教代牧區是一個服務巴勒斯坦、以色列及約旦亞美尼亞禮東儀天主教教友的宗主教代牧區。
代牧區成立於1991年10月1日。2005年有兩個堂區（位於耶路撒冷和安曼）、400名教友。目前宗主教代牧之位處於出缺狀態。